# Andreas Jämtin
Andreas Alf Jämtin, född Lundberg 4 maj 1983 i Stockholm, är en svensk före detta professionell ishockeyspelare. Jämtin inledde sin seniorkarriär genom att spela en match i SHL med Färjestad BK säsongen 2000/01. Sommaren 2001 draftades han i den femte rundan av Detroit Red Wings som 157:e spelare totalt. Därefter spelade han för AIK under två säsonger, både i SHL och Hockeyallsvenskan. Förutom en halv säsong med finska HC TPS så tillhörde Jämtin HV71 mellan säsongerna 2003/04 och 2007/08. Under den perioden tog han två SM-guld med klubben.
Inför säsongen 2008/09 lämnade Jämtin Sverige för spel i Nordamerika. Efter en handfull matcher för Hartford Wolf Pack och Charlotte Checkers i AHL respektive ECHL, återvände han till Sverige – denna gång för spel med Linköping HC. I oktober 2012 återvände Jämtin för HV71, med vilka han spela för fram till säsongen 2014/15. Den efterföljande säsongen spelade Jämtin för den kroatiska klubben Medveščak Zagreb i KHL, innan han återvände till Färjestad BK i SHL 2016. Säsongen 2017/18 spelade han för Sheffield Steelers i EIHL.
Vid tre fällen har Jämtin blivit säsongens mest utvisade spelare i SHL. Som junior vann han TV-pucken med Stockholm.
2007 gjorde han debut i A-landslaget och har representerat Sverige vid två VM: 2013 vann han guld och 2011 tog han ett silver. I ungdoms- och juniorsammanhang representerade han Sverige vid ett U18-VM och två JVM.

## Karriär

### Klubblag

#### 2000–2003: Början av karriären
Efter att ha påbörjat sin ishockeykarriär i moderklubben Spånga IS, spelade Jämtin juniorishockey i Färjestad BK:s organisation. Den 1 februari 2001 gjorde Jämtin Elitseriedebut i en match mot HV71. Detta kom att bli Jämtins enda SHL-match under säsongen.
Under sommaren 2001 draftades han av Detroit Red Wings som 157:e spelare totalt, Red Wings femte val. Inför säsongen 2001/02 anslöt Jämtin till AIK. Han spelade 12 matcher för klubbens J20-lag i J20 Superelit där han hade ett poängsnitt på över två poäng per match (12 mål, 15 assist). Den större delen av säsongen tillbringade han med seniorlaget i SHL. Den 6 december 2001 noterades han för sitt första SHL-mål, på Peter Hirsch, i en 2–8-förlust mot Modo Hockey. AIK slutade näst sist i grundserien och på 42 matcher noterades Jämtin för fem poäng (två mål, tre assist). Laget slutade sedan på tredje plats i Kvalserien till Elitserien i ishockey 2002 och degraderades därför till Hockeyallsvenskan. Säsongen 2002/03 svarade han för 39 poäng, varav 21 mål, och vann AIK:s interna poäng- och skytteliga. Laget spelade åter Kvalserien, men misslyckades att ta sig till SHL.

#### 2003–2008: HV71
Den 25 april 2003 meddelade AIK att Jämtin lämnat klubben för spel med HV71 i SHL, med vilka han skrivit ett tvåårsavtal. Under sin första säsong i klubben noterades han för 18 poäng på 39 grundseriematcher (5 mål, 13 assist). HV71 vann grundserien och tog sig sedan till final sedan man slagit ut Modo Hockey och Frölunda HC i kvarts-, respektive semifinal (båda med 4–2 i matcher). I finalserien lyckades laget besegra Färjestad BK med 4–3 i matcher och Jämtin vann därför sitt första SM-guld. Jämtin var under slutspelet den mest utvisade spelaren (68 min). Säsongen därpå misslyckades HV71 att ta sig till SM-slutspelet. Jämtin stod återigen för 18 poäng i grundserien (sex mål, tolv assist) och blev tvåa i den totala utvisningsligan (155 min) bakom Emil Kåberg.
Den 15 april 2005 lämnade Jämtin HV71 sedan han skrivit ett ettårskontrakt med den finska klubben HC TPS i FM-ligan. Efter 15 poäng på 37 grundseriematcher (åtta mål, sju assist) bröt han sitt avtal med klubben. Den 20 januari 2006 meddelades det att Jämtin återvänt till HV71, med vilka han avslutade säsongen. I SM-slutspelet slog HV71 ut Mora IK med 4–1 i matcher i kvartsfinal, men besegrades därefter av Färjestad BK i semifinalserien med 4–3 i matcher. Den 24 maj 2006 meddelades det att Jämtin förlängt sitt avtal med HV71 med ytterligare en säsong. Jämtin gjorde därefter sin poängmässigt bästa grundserie dittills i SHL då han på 49 matcher stod för 25 poäng (14 mål, 11 assist). I SM-slutspelet slog HV71 ut Brynäs IF i kvartsfinal med 4–3 i matcher, därefter slogs laget ut med samma siffror av Modo Hockey. På elva slutspelsmatcher noterades Jämtin för två mål och en assistpoäng.
Jämtin förlängde sitt avtal med HV71 med ytterligare tre år den 11 april 2007. Den följande säsongen, den 2 februari 2008, noterades han för sitt första och enda hat trick i SHL då Modo besegrades med 2–6. I SM-slutspelet tog sig HV71 ända till final sedan man slagit ut både Skellefteå AIK (4–1) och Timrå IK (4–2) i kvarts-, respektive semifinal. I finalserien vände laget ett 0–2-underläge till att vinna serien med 4–2 mot Linköping HC och Jämtin vann därmed sitt andra SM-guld.

#### 2008–2015: Linköping HC och HV71

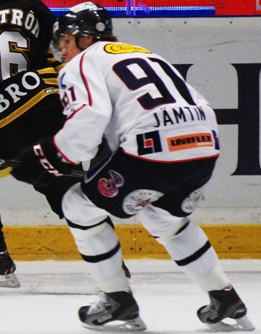
Jämtin med Linköping HC 2012.

Under sommaren 2008 meddelades det att Jämtin skrivit ett ettårskontrakt med NHL-klubben New York Rangers. Han misslyckades med att ta en plats i laget och skickades därför ner till Rangers farmarlag Hartford Wolf Pack i AHL, med vilka han inledde säsongen. Jämtin debuterade i AHL den 11 oktober 2008 i en match mot Springfield Falcons. Senare samma månad flyttades han ner ytterligare, till Charlotte Checkers i ECHL. Totalt spelade han fyra matcher i AHL, där han gick poänglös, samt fem matcher i ECHL där han noterades för tre mål och två målgivande passningar.
I november 2008 valde Jämtin att flytta tillbaka till Sverige och skrev den 14 november ett tvåårskontrakt med option på ytterligare ett år med Linköping HC i SHL. Under en match den 12 februari 2009 mot Brynäs IF i Läkerol Arena fick Jämtin matchstraff och i spelargången hamnade han sedan i slagsmål med sportchefen i motståndarlaget, Michael Sundlöv. Detta resulterade i en misshandelsdom mot Jämtin i Gävle tingsrätt som dömde Jämtin att betala 16 000 kr plus försvarets kostnader på 20 000 kr. Linköping slutade tvåa in grundserien men slogs sedan ut i kvartsfinal av Skellefteå AIK med 4–3 i matcher. På 27 grundseriematcher noterades Jämtin för tre mål och sju assist.
Under sin andra säsong i Linköping gjorde Jämtin sin poängmässigt främsta säsong i SHL. På 55 grundseriematcher noterades han för 31 poäng (18 mål, 13 assist). Han var dessutom den spelare som drog på sig flest utvisningar (125 min). Linköping slutade på tredje plats i grundserien och slogs sedan ut i semifinal av Djurgårdens IF i SM-slutspelet. Linköping utnyttjade sedan optionsåret man hade med Jämtin för en tredje säsong. Säsongen 2010/11 ådrog sig Jämtin skador (handled och korsband), vilket gjorde att han endast spelade 37 matcher i grundserien. På dessa matcher stod han för 23 poäng, varav nio mål. För andra säsongen i följd blev han den mest utvisade spelaren i grundserien (158 min). Innan grundserien avslutats förlängde Jämtin den 8 februari 2011 sitt avtal med Linköping med ytterligare fyra säsonger. I SM-slutspelet slogs Linköping ut av Skellefteå AIK i kvartsfinal med 4–3 i matcher.
Säsongen 2011/12 missade Linköping SM-slutspelet för första gången sedan säsongen 2002/03. På 53 grundseriematcher stod Jämtin för 23 poäng (16 mål, 7 assist). För andra säsongen i följd var Jämtin den spelare som drog på sig flest utvisningsminuter i grundserien (138). Jämtin inledde säsongen 2012/13 med Linköping, men lämnade klubben den 25 oktober 2012 och skrev ett treårskontrakt med seriekonkurrenten HV71. I det efterföljande SM-slutspelet slogs HV71 ut i kvartsfinal av just Linköping med 4–1 i matcher. På dessa fem matcher noterades Jämtin för ett mål och en assist. Inför säsongen 2013/14 utsågs Jämtin till en av de assisterande lagkaptenerna i HV71. I december 2013 ådrog han sig en knäskada, vilken höll honom från spel fram till slutet av februari 2014. Jämtin missade sedan också HV71:s två sista matcher i SM-slutspelet sedan han tacklats av motståndarlagets Martin Lundberg. HV71 slogs ut av Skellefteå AIK med 4–1 i kvartsfinalserien. Säsongen 2014/15 blev Jämtins sista med HV71. I SM-slutspelet var han lagets näst bästa spelare poängmässigt, då han på sex matcher noterades för ett mål och tre assist.

#### 2015–2017: Slutet av karriären
Den 31 juli 2015 lämnade Jämtin Sverige för spel med den kroatiska klubben Medveščak Zagreb i KHL. Den 30 augusti samma år gjorde han debut i ligan. Månaden därpå, den 10 september, gjorde han sitt första KHL-mål, på Harri Säteri, i en 4–3-förlust mot HK Vitjaz Podolsk. Zagreb misslyckades att ta sig till Gagarin Cup-slutspelet och på 55 grundseriematcher noterades Jämtin för sex mål och fyra assist. Efter detta återvände han till Sverige och den 26 augusti 2016 bekräftades det att han skrivit på för Färjestad BK. Därefter gjorde Jämtin sin poängmässigt sämsta säsong i SHL. På 46 grundseriematcher stod han för fyra poäng, varav ett mål.
Den 6 oktober 2017 anslöt Jämtin till den engelska klubben Sheffield Steelers i EIHL. Efter en säsong med Steelers meddelades det i april 2018 att klubben inte valt att förlänga avtalet med Jämtin.

### Landslag

#### 2001–2003: Ungdoms- och juniorlandslag

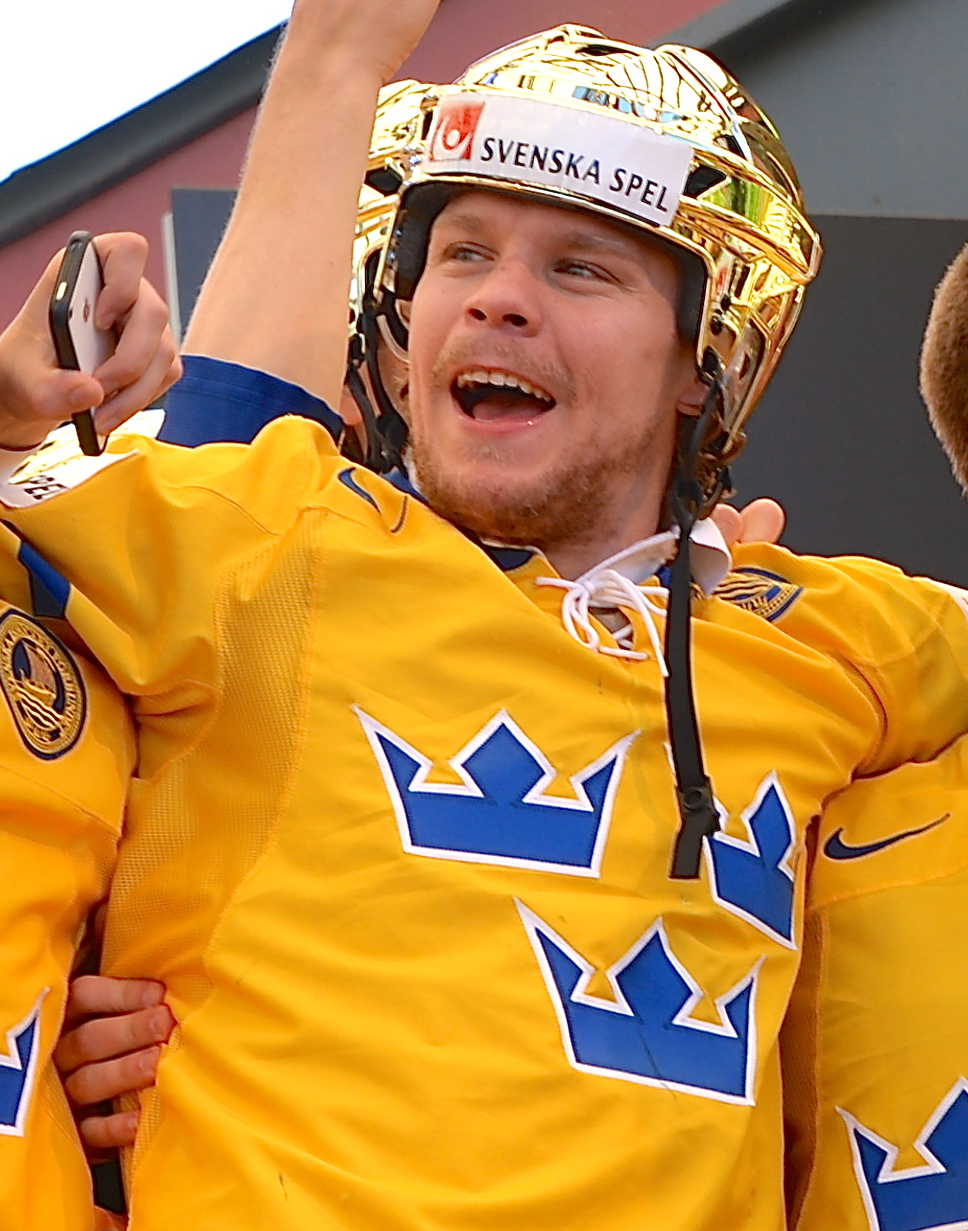
Jämtin firar VM-guld 2013.

Jämtin blev uttagen att spela U18-VM i Finland 2001. Sverige slutade näst sist i sin grupp och missade därför slutspelet. Man vann sedan sina två matcher i nedflyttningsgruppen och höll sig således kvar i mästerskapets toppdivision. Jämtin vann Sveriges interna poängliga med sju poäng på sex spelade matcher (tre mål, fyra assist). Han var också lagets mest utvisade spelare (26 min).
2002 blev Jämtin uttagen till Sveriges trupp till JVM i Tjeckien. Laget gick obesegrade genom gruppspelet men i slutspelsrundan föll laget mot Kanada i kvartsfinal med 5–2. På sju matcher stod Jämtin för två mål och en assistpoäng. Året därpå spelade han sitt andra och sista JVM, denna gång i Kanada. Sverige misslyckades med att ta sig till slutspelsrundan, men lyckades hålla sig kvar i JVM:s toppdivision via spel i nedflyttningsgruppen. På sex matcher noterades Jämtin för ett mål och fyra assist.

#### 2007–2013: A-landslaget
Den 6 februari 2007 gjorde Jämtin A-landslagsdebut, i en träningsmatch mot Tjeckien. Vid VM i Slovakien 2011 anmäldes Jämtin till Tre Kronors trupp inför Sveriges sista gruppspelsmatch mot Kanada. Han petades sedan i slutspelet, där Sverige finalföll mot Finland. Jämtin gick poänglös ur den matchen han spelade.
Under Karjala Tournament, den 10 november 2011, gjorde Jämtin sitt första A-landslagsmål, på Jakub Štěpánek, i en 2–5-förlust mot Tjeckien.
Jämtin spelade sin andra och sista VM-turnering 2013 i Sverige och Finland. Sverige slutade trea i gruppspelet och ställdes mot Kanada i kvartsfinal. Laget vann med 3–2 efter straffar och vann därefter även semifinalen mot Finland med 3–0. I final vann Sverige med 5–1 mot Schweiz och Jämtin tilldelades därför ett VM-guld. På sju spelade matcher noterades han för ett mål.

## Statistik

### Klubblag
| 2000–01               | Färjestad BK          | Elitserien            | 1   | 0   | 0   | 0   | 0     | —   | —  | —  | —  | —   |
| 2001–02               | AIK                   | Elitserien            | 42  | 2   | 3   | 5   | 55    | 10  | 1  | 2  | 3  | 4   |
| 2002–03               | AIK                   | HA                    | 42  | 21  | 18  | 39  | 127   | 10  | 2  | 2  | 4  | 12  |
| 2003–04               | HV71                  | Elitserien            | 39  | 5   | 13  | 18  | 105   | 16  | 3  | 3  | 6  | 68  |
| 2004–05               | HV71                  | Elitserien            | 42  | 6   | 12  | 18  | 155   | —   | —  | —  | —  | —   |
| 2005–06               | HC TPS                | Liiga                 | 37  | 8   | 7   | 15  | 81    | —   | —  | —  | —  | —   |
| 2005–06               | HV71                  | Elitserien            | 8   | 1   | 1   | 2   | 28    | 12  | 3  | 2  | 5  | 28  |
| 2006–07               | HV71                  | Elitserien            | 49  | 14  | 11  | 25  | 150   | 11  | 2  | 1  | 3  | 36  |
| 2007–08               | HV71                  | Elitserien            | 51  | 17  | 13  | 30  | 167   | 17  | 1  | 5  | 6  | 36  |
| 2008–09               | Hartford Wolf Pack    | AHL                   | 4   | 0   | 0   | 0   | 9     | —   | —  | —  | —  | —   |
| 2008–09               | Charlotte Checkers    | ECHL                  | 5   | 3   | 2   | 5   | 17    | —   | —  | —  | —  | —   |
| 2008–09               | Linköping HC          | Elitserien            | 27  | 3   | 7   | 10  | 86    | 7   | 1  | 1  | 2  | 8   |
| 2009–10               | Linköping HC          | Elitserien            | 55  | 18  | 13  | 31  | 125   | 12  | 0  | 3  | 3  | 30  |
| 2010–11               | Linköping HC          | Elitserien            | 37  | 9   | 14  | 23  | 158   | 5   | 2  | 0  | 2  | 12  |
| 2011–12               | Linköping HC          | Elitserien            | 53  | 16  | 7   | 23  | 138   | —   | —  | —  | —  | —   |
| 2012–13               | Linköping HC          | Elitserien            | 14  | 3   | 4   | 7   | 26    | —   | —  | —  | —  | —   |
| 2012–13               | HV71                  | Elitserien            | 32  | 6   | 10  | 16  | 69    | 5   | 1  | 1  | 2  | 27  |
| 2013–14               | HV71                  | SHL                   | 25  | 5   | 7   | 12  | 107   | 6   | 1  | 0  | 1  | 2   |
| 2014–15               | HV71                  | SHL                   | 50  | 7   | 6   | 13  | 64    | 6   | 1  | 3  | 4  | 10  |
| 2015–16               | Medveščak Zagreb      | KHL                   | 55  | 6   | 4   | 10  | 85    | —   | —  | —  | —  | —   |
| 2016–17               | Färjestad BK          | SHL                   | 46  | 1   | 3   | 4   | 32    | 7   | 0  | 0  | 0  | 2   |
| 2017–18               | Sheffield Steelers    | EIHL                  | 36  | 8   | 5   | 13  | 91    | 2   | 0  | 0  | 0  | 6   |
| SHL/Elitserien totalt | SHL/Elitserien totalt | SHL/Elitserien totalt | 571 | 113 | 124 | 237 | 1 465 | 114 | 16 | 21 | 37 | 263 |

### Internationellt
| År            | Lag           | Turnering     | Matcher | Mål | Assists | Poäng | Utv. |
| ------------- | ------------- | ------------- | ------- | --- | ------- | ----- | ---- |
| 2001          | Sverige       | U18-VM        | 6       | 3   | 4       | 7     | 26   |
| 2002          | Sverige       | JVM           | 7       | 2   | 1       | 3     | 10   |
| 2003          | Sverige       | JVM           | 6       | 1   | 4       | 5     | 10   |
| 2011          | Sverige       | VM            | 1       | 0   | 0       | 0     | 0    |
| 2013          | Sverige       | VM            | 7       | 1   | 0       | 1     | 0    |
| Junior totalt | Junior totalt | Junior totalt | 19      | 6   | 9       | 15    | 46   |
| Senior totalt | Senior totalt | Senior totalt | 8       | 1   | 0       | 1     | 0    |